# Aporum sinuosum
Aporum sinuosum é uma espécie de orquídea epífita de hábito pendente e flores pequenas, que habita Leyte, nas Filipinas.